# Argenta (Italia)
Argenta (Arzènta en emiliano-romañol) es un municipio italiano situado en la provincia de Ferrara, perteneciente a la región de Emilia-Romaña. En 2022 tenía una población de 20 908 habitantes.

## Geografía
Se ubica a medio camino entre Ferrara y Rávena sobre la carretera SS16, a orillas del río Reno.

## Historia
Según la tradición local, la ciudad fue fundada en los siglos III-IV por el obispado de Rávena, en un lugar en la margen derecha del río Reno donde hoy se conserva una pieve dedicada a San Jorge. En el año 603, el exarca Esmaragdo trasladó la ciudad a la margen izquierda para fortificarla. Por su ubicación estratégica entre Ferrara y Rávena, entre los siglos XII y XIV fue el lugar de continuos enfrentamientos entre el arzobispado de Rávena y la Casa de Este. En 1295 se hizo aquí una reunión de los líderes gibelinos de Romaña, que nombró a Scarpetta Ordelaffi, señor de Forlì, como el capitán general. En 1333, la ciudad fue definitivamente cedida por el arzobispado de Ferrara a los Este. En 1597, tras el fallecimiento sin herederos de Alfonso II de Este, Argenta pasó a pertenecer junto con Ferrara a los Estados Pontificios, hasta la formación de la República Cispadana en 1796. La ciudad entró en declive como consecuencia de un terremoto en 1624, y en la segunda mitad del siglo XVIII tenía poco más de dos mil habitantes.
Tras regresar a los Estados Pontificios en 1815, Argenta se sublevó contra la dominación papal en 1830-1831 y nuevamente en 1849. En 1859, tras la segunda guerra de independencia italiana, Argenta se integró en el reino de Cerdeña que dio lugar a la actual Italia. Se unió a la red ferroviaria italiana en la década de 1880, cuando se construyó la línea de Ferrara a Rímini. Durante la Segunda Guerra Mundial, el casco urbano fue bombardeado por la RAF en 1945, por lo que la actual ciudad está diseñada con base en los principios urbanísticos de la segunda mitad del siglo XX.

## Demografía
| Gráfica de evolución demográfica de Argenta entre 1861 y 2001 |
|                                                               |
| Fuente ISTAT - elaboración gráfica de Wikipedia               |